# Раменський (Калузька область)
Раменський (рос. Раменский) — селище в Мосальському районі Калузької області Російської Федерації.
Населення становить 201 особу. Входить до складу муніципального утворення Селище Раменський.

## Історія
Від 2004 року входить до складу муніципального утворення Селище Раменський.

## Населення
| 2002 | 2010 |
| ---- | ---- |
| 268  | ↘201 |